# Dänische Küche

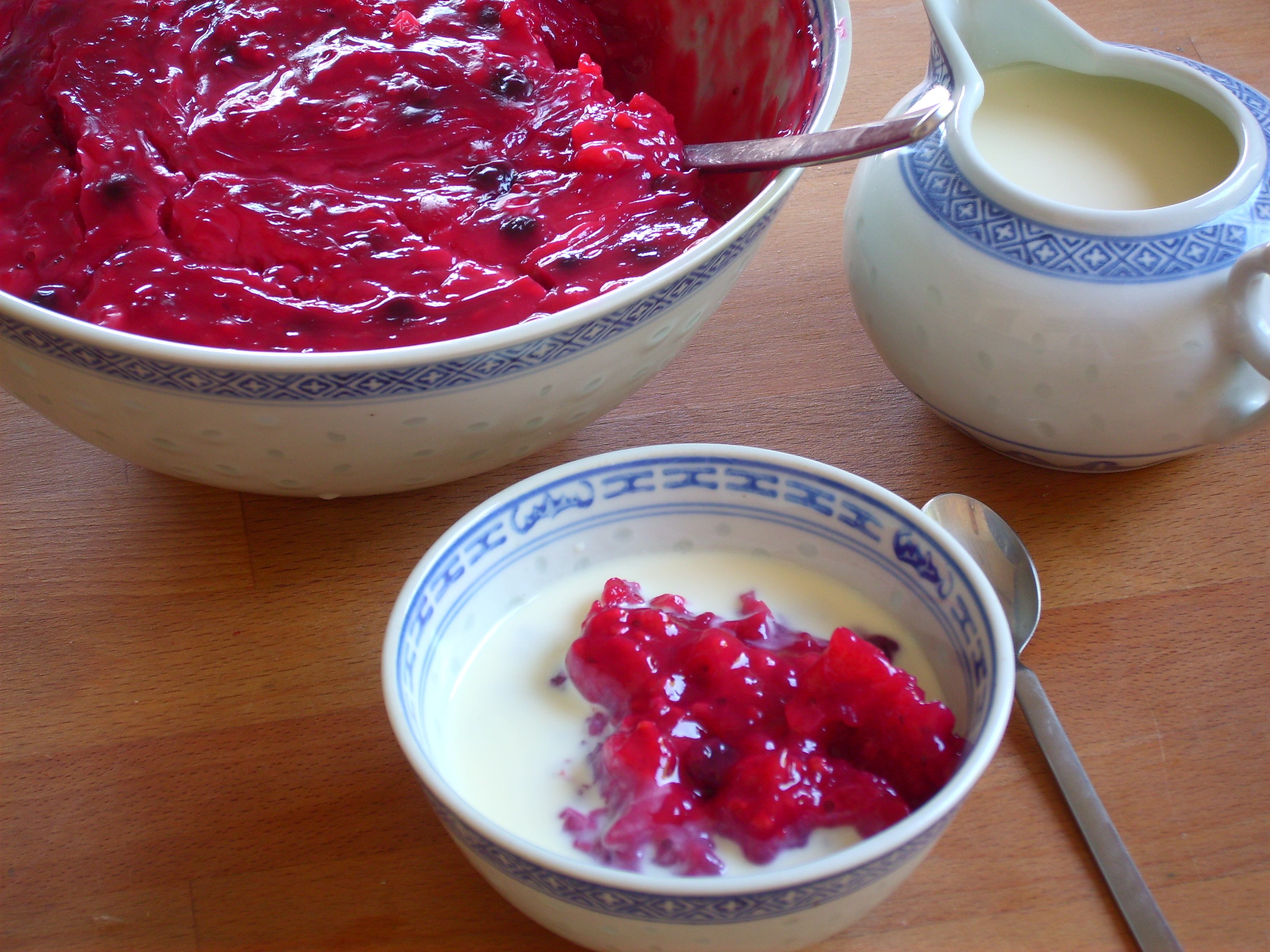
Rødgrød (Rote Grütze) wird traditionellerweise mit Sahne oder Milch genossen, nicht mit Vanillesoße.

Die dänische Küche wird von der geografischen Lage Dänemarks als Küstenstaat mit einer ausgeprägten Landwirtschaft geprägt. Sie ist reich an Brot- und Backspezialitäten und bietet eine Vielzahl von Molkereierzeugnissen. Fisch- und Fleischgerichte dominieren die traditionellen Hauptmahlzeiten, die als besonders gehaltvoll gelten.
Bereits seit mehreren Jahren zeichnet sich eine Erneuerung der dänischen Kochkunst ab. Besonderes Gewicht erlangen nun Erzeugnisse aus ökologischer Landwirtschaft und lokal erhältliche Zutaten wie wild wachsende Kräuter. Restaurants versuchen, regionale Traditionen neu zu interpretieren und eine größere Vielfalt der Rezepturen walten zu lassen.

## Bekannte Gerichte und Spezialitäten

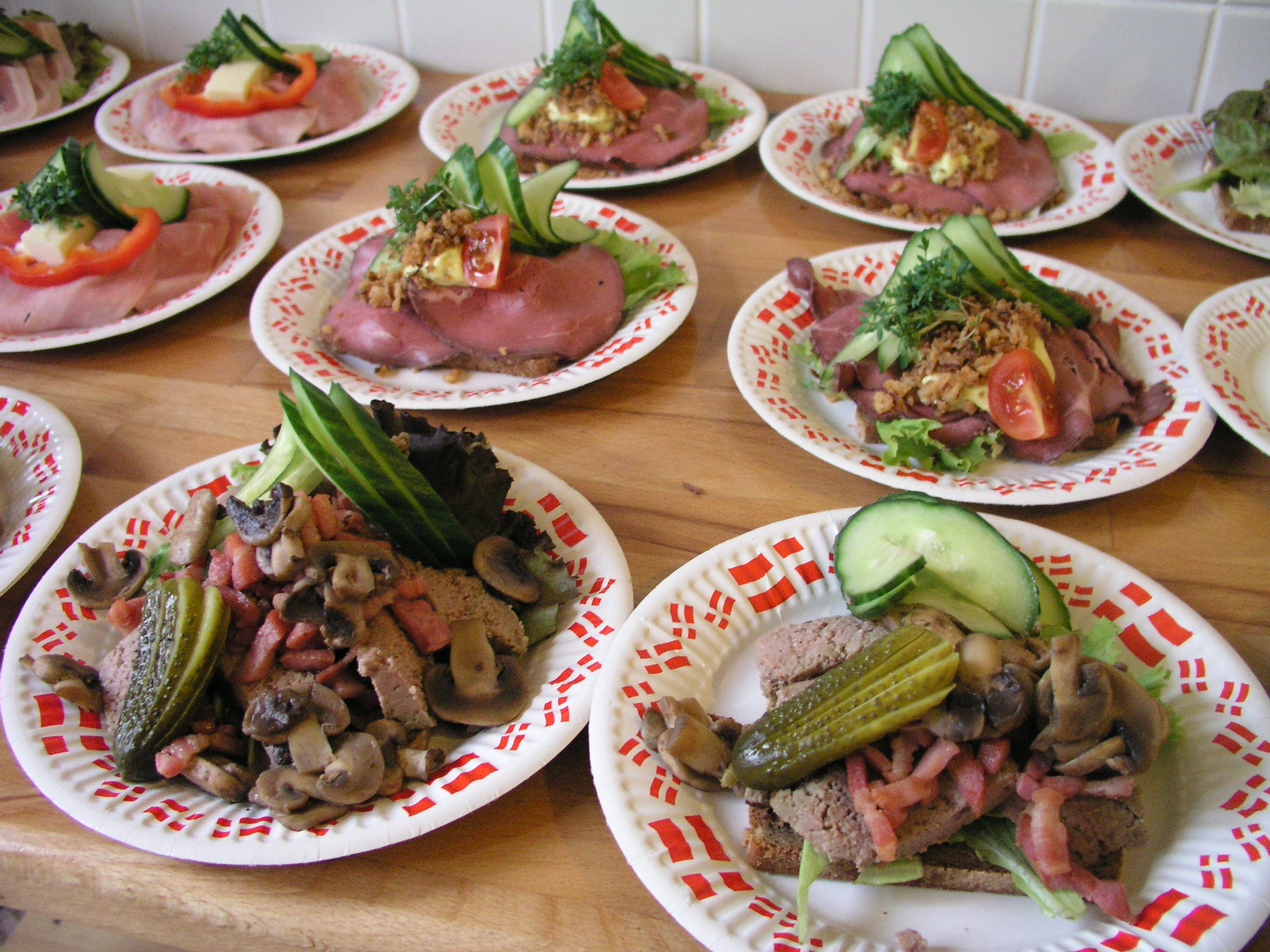
Verschiedene Smørrebrød

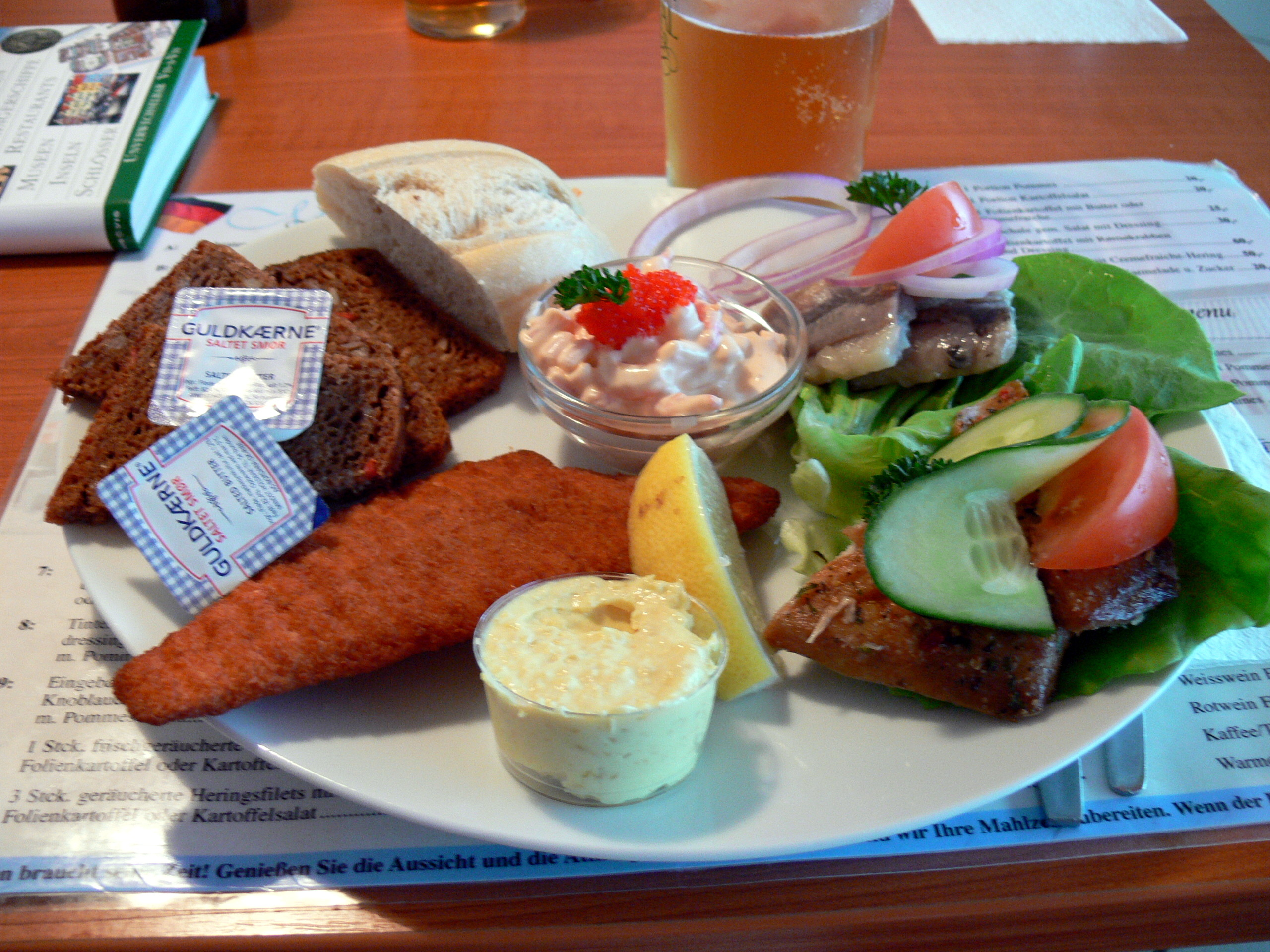
Bunter Fischteller

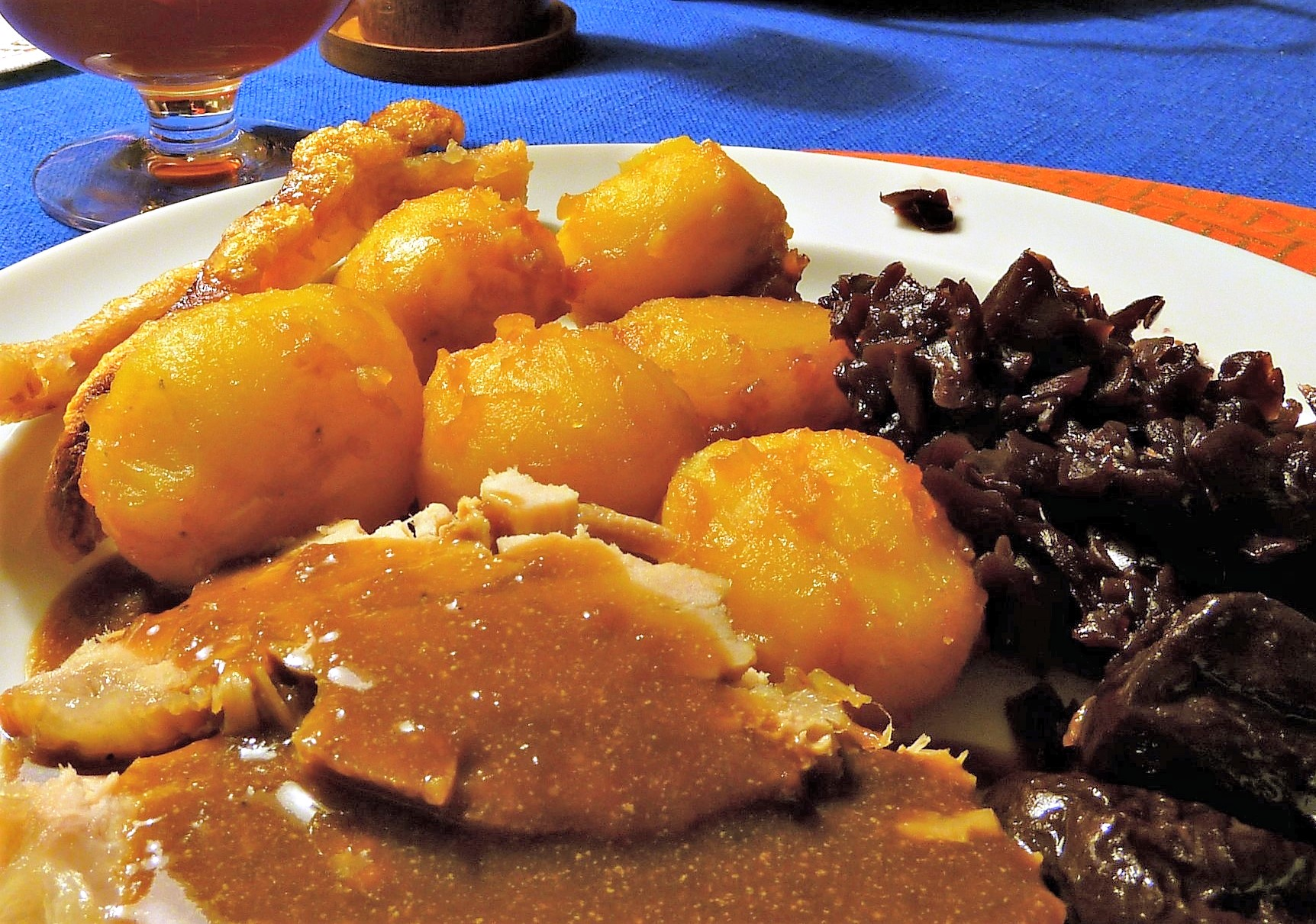
Schweinebraten mit Schwarte, braune Soße, Brunede kartofler, Rotkohl

Der bekannteste dänische Beitrag im kulinarischen Bereich ist wahrscheinlich das Smørrebrød, reichlich belegte Vollkornbrotscheiben als kaltes Mittagsgericht. Es hat als Lehnwort Smörrebröd seinen Platz in der deutschen Sprache gefunden.
Ebenfalls bekannt ist der Hot Dog, der mit roten Würstchen (røde pølser) – gekocht (kogt) oder gebraten (ristet) – gegessen wird; garniert wird er mit süßer Remoulade, Röstzwiebeln und süß-sauren Gurkenscheiben. Remoulade wird nicht nur zu Pommes frites gegessen, sondern auch zu Fisch, Salami oder Frühlingsrollen.
Sowohl Fisch- als auch Fleischgerichte sind ein fester Bestandteil der dänischen Küche. Häufig Verwendung findende Seefische sind Hering, Scholle, Aal und Dorsch. Zu den besonders bevorzugten Fischgerichten gehört der Torsk (dänisch), Dorsch mit Salzkartoffeln und Senfsauce. Weitere Fischspezialitäten sind das Smørrebrød belegt mit geräuchertem Hering und Eigelb (dänisch Sol over Gudhjem) sowie Scholle in Butter gebraten mit Salzkartoffeln. Als Nationalgericht gilt der klassische, bei niedriger Temperatur langsam im Ofen gegarte Schweinebraten mit Schwarte (Flæskesteg), serviert mit Kartoffeln und brauner Soße. Das dänische Labskaus (Skipperlabskovs) wird typischerweise mit frischem Schweinefleisch statt Corned Beef zubereitet.
Ein weiteres typisches dänisches Gericht sind die herzhaften Tartelettes (tarteletter), die entgegen dem französischen Vorbild nicht aus Mürb-, sondern aus Blätterteig hergestellt und meist mit Fleisch und Gemüse gefüllt werden. Die drei üblichen Füllungen sind Hühnchen/Schinken mit Erbsen und Karotten, Hühnchen mit Spargel sowie Garnelen mit Spargel. Eine der ersten Erwähnungen der herzhaften Tartelettes findet sich in einem Kochbuch von Kristine Marie Jensen aus dem Anfang der 1900er Jahre.
Als traditionelles Weihnachtsessen wird am Heiligabend gerne Schweinebraten, Ente oder Gans gegessen, zusammen mit Salzkartoffeln und Rotkohl sowie mit der dänischen Spezialität Brunede kartofler (dän.: „Karamellisierte Kartoffeln“).
Eine besondere Stellung nehmen Milchprodukte wie Käse, Joghurt und Buttermilch (kærnemælk) ein. Am bekanntesten sind die Käsesorten Havarti und Esrom. Dänische Milchspezialitäten sind Ymer, ein dickflüssiges joghurtähnliches Sauermilchprodukt mit hohem Proteingehalt, der häufig mit Ymerdrys (Roggenbrotkrümeln) gegessen wird, und die im Sommer beliebte Milchkaltschale koldskål.

### Backwaren und Süßspeisen

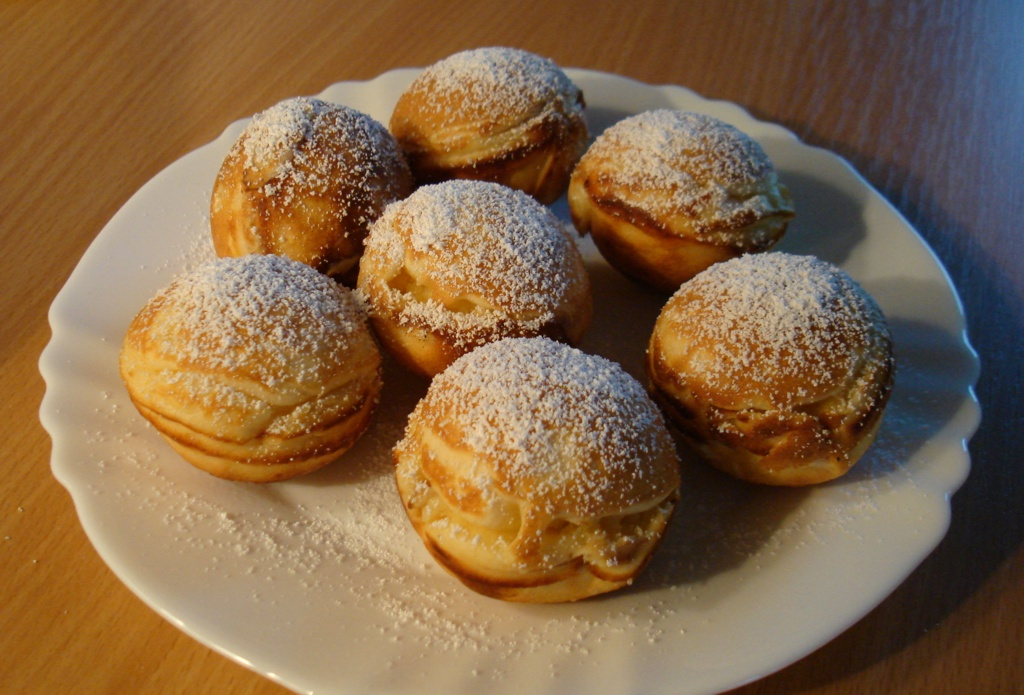
Æbleskiver mit Puderzucker

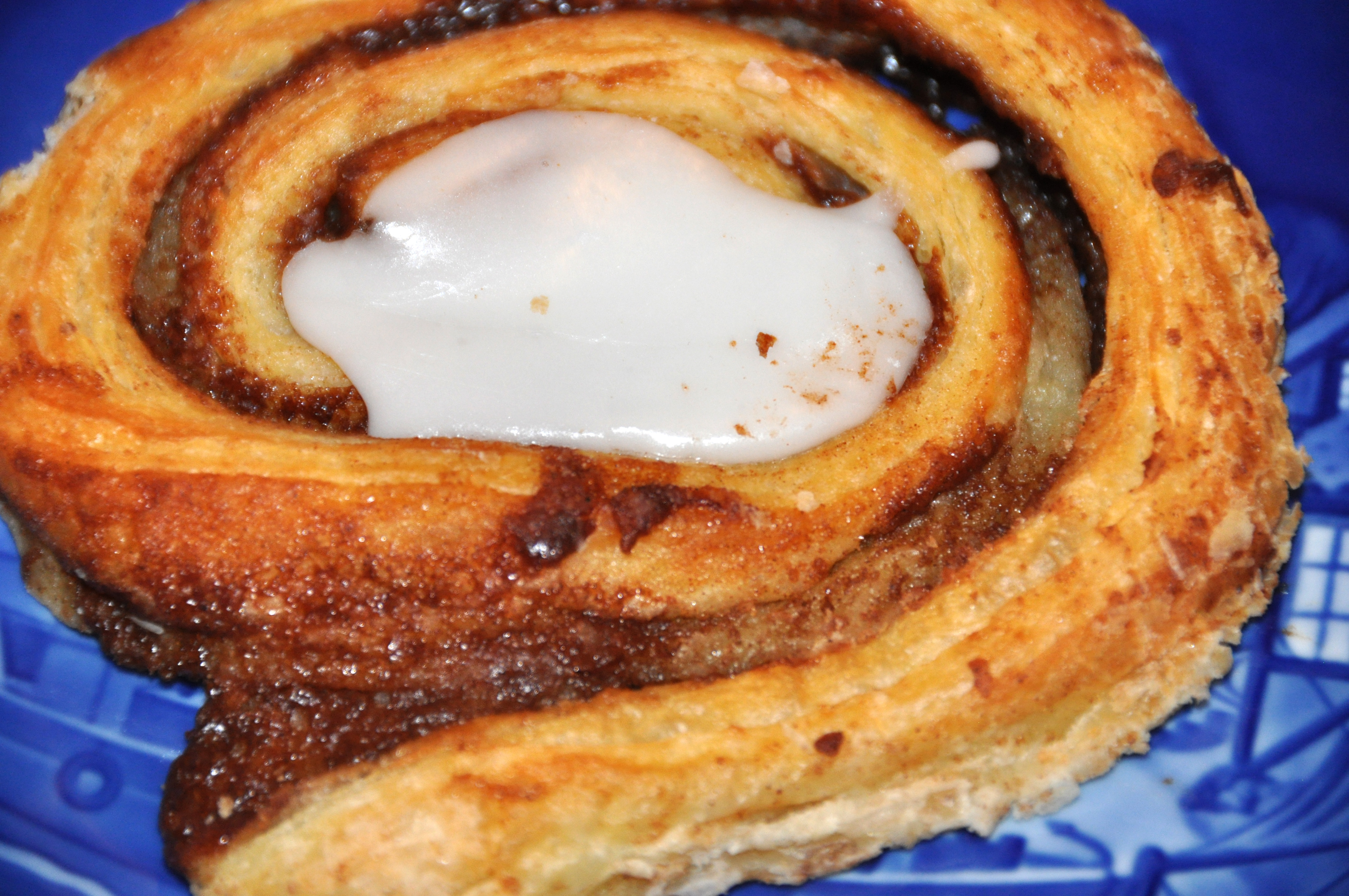
Zimtschnecke (Kanelsnegl)

Die dänische Küche ist reich an Süßspeisen wie Torten, süßen Brötchen (boller), Zimtschnecken (kanelsnegl), Zimtkuchen (kanelstang), Æbleskiver, Lebkuchen (honningkager), Plunderteigteilchen (wie wienerbrød) oder mehrstöckige Marzipankuchen (kransekage). Pålægschokolade ist ein beliebter Brotbelag zum Frühstück.
Ebenfalls weit verbreitet ist die Rote Grütze mit Sahne (rødgrød med fløde) oder Milch. Bei Dänen selbst erfreut sich rødgrød med flødeⓘ vor allem als Zungenbrecher für Ausländer besonderer Beliebtheit.
Zu Weihnachten wird gern ein Mandelmilchreis (Risalamande, nach dem Französischen riz à l’amande) als Nachspeise gereicht. Er besteht aus kaltem Vanillemilchreis, untergehobener Schlagsahne und gehackten Mandeln, dazu Kirschsoße. Eine im Dessert versteckte gehäutete Mandel beschert demjenigen ein kleines Geschenk (Mandelgave), in dessen Portion sie sich anfindet. Eine schwierige Übung ist es, die Mandel beim Essen unbemerkt im Mund zu behalten, um die Spannung, wer der Gewinner sein wird, möglichst lange zu erhalten. Riz à l’amande ist in der französischen Küche nicht bekannt, während ein (nord-)deutscher Ursprung für möglich gehalten wird.

## Getränke

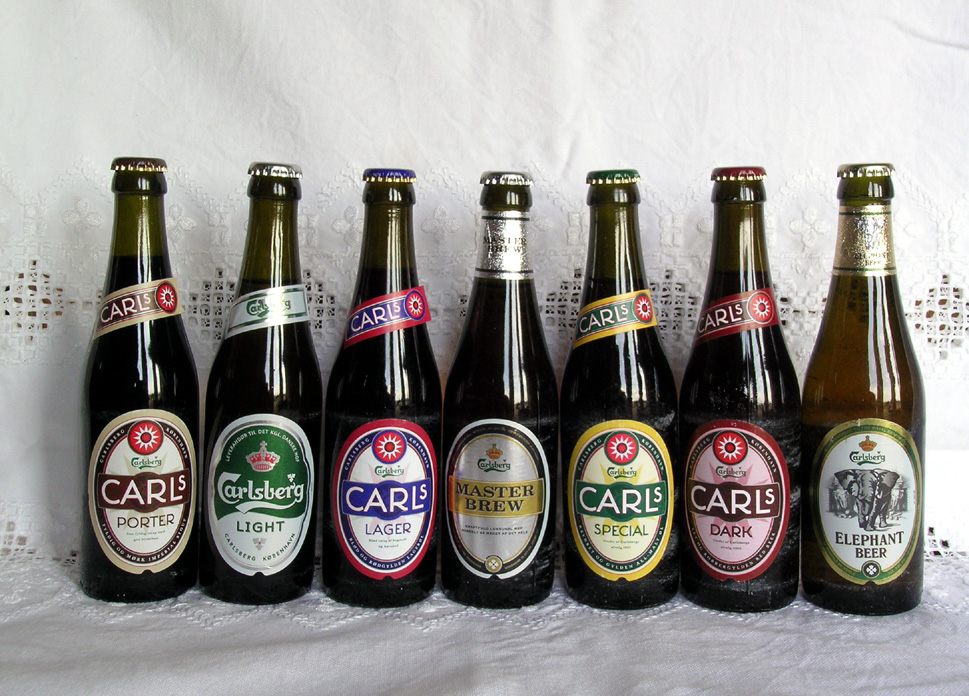
Carlsberg-Biere

Dänen trinken gern Kaffee. Auch Kakao ist bei Kindern und Erwachsenen beliebt, insbesondere die Marken Cocio und Matilde. Bei den alkoholischen Getränken haben Bier und Schnaps Tradition in Dänemark. Neben den bekannten Biermarken (Carlsberg, Tuborg, Harboes, Faxe und Albani) entstanden zuletzt einige lokale Mikrobrauereien. Eine dänische Besonderheit ist seit 1953 das Weihnachtsbräu (Julebryg) mit höherem Alkoholgehalt, nicht zu verwechseln mit dem Weihnachtsbier (Juleøl oder Nisseøl), einem dunklen, süßen Leichtbier.
Die bekanntesten Aquavite und Magenbitter (Aalborg Akvavit, Gammel Dansk) werden seit April 2015 nur noch in Norwegen hergestellt. In der kalten Jahreszeit wird gerne Gløgg getrunken, die nordische Variante des Glühweins.
Angestoßen wird mit dem Trinkspruch Skål.

## Tischsitten und Geselligkeit
Die zumeist warme Hauptmahlzeit in Dänemark ist das Middag oder Aftensmad, das abends zwischen 17 und 19 Uhr eingenommen wird. Es gilt als unhöflich, sich zu setzen, ehe man dazu konkret aufgefordert wird. Die Mahlzeit wird oft mit einem værs'go eingeleitet. Es ist üblich, sich nach dem Essen mit der Formel „Tak for mad“ (Danke für das Essen) bei der Köchin oder dem Gastgeber zu bedanken. Ein weiteres Mal wird beim Gehen gedankt und das nächste Mal, wenn man sich wieder spricht oder sieht: Tak for sidst.
Das gemeinsame Essen und Trinken ist fester Bestandteil der dänischen Kultur, ersichtlich beim Julefrokost oder dem Sønderjysk Kaffebord.

## Gastronomie
Insgesamt 27 Restaurants sind vom Guide Michelin mit Sternen ausgezeichnet worden (Stand 2022). Das Geranium und das Noma sind mit drei Sternen, der höchsten Auszeichnung, und sieben weitere sind mit zwei Sternen bewertet worden, die übrigen mit einem. 14 der ausgezeichneten Restaurants befinden sich im Einzugsgebiet von Kopenhagen, wobei vor 2015 nur dieses Gebiet getestet wurde.